# Karyatide
En karyatide er en kvindefigur, der i arkitektur er udsmykning eller en søjle. Karyatiden kan have en reel bærende funktion ved at understøtte et tagudhæng, eller den kan blot fungere som udsmykningssøjle - pilaster - på en bygning. Karyatider kendes fra antik græsk arkitektur, men bruges også i vor tid. I København og Wien ses flere huse fra 1800-tallet med karyatider.
Den mandlige pendant til karyatiden er en atlant, opkaldt efter den græske sagnhelt Atlas.

## Oprindelse
Karyatidernes oprindelse er ukendt. De omtales første gang  i 1. århundrede før Kristi fødsel af den romerske arkitekt Vitruvius. Han fortæller, at karyatiderne i templet Erechteion på Akropolis i  Athen blev straffet ved at skulle se på Athenes tempel, fordi de forrådte Athen til perserne i den græsk-persiske krig (omkring 500 før Kristi fødsel). Det understøttes af, at alle seks karyatider har ansigtet vendt mod Pallas Athenes tempel på Akropolis, også de to som står lidt længere tilbage end de fire forreste.
Søjler formet som kvinder har været kendt og brugt i arkitektturen inden. Karyatiderne blev anset som slaver. De blev også brugt blandt andet i Renæssancens arkitektur.
Kvinderne siges at stamme fra byen Karyæ, som betyder valnøddetræet. Kvinderne derfra sagdes at være særligt smukke, høje, stærke og for at føde stærke børn. Flere mytiske personer stammer fra byen, blandt andre Den Skønne Helene, som var årsag til Den trojanske krig.

## Eksterne links
- Wikimedia Commons har flere filer relateret til Karyatide